# Murray Barr
Murray Llewellyn Barr (Central Elgin, Canadá, 20 de junio de 1908–London, Canadá, 4 de mayo de 1995) fue un médico e investigador clínico canadiense que descubrió, junto al estudiante graduado Ewart George Bertram, en 1948, una importante estructura celular, el «corpúsculo de Barr».

## Biografía
Barr nació en Belmont, Ontario y se educó en la Universidad de Western Ontario, donde obtuvo su licenciatura en 1930, su doctorado en medicina en 1933 y su maestría en ciencias en 1938. Su asociación con Western Ontario continuó con su nombramiento como instructor en 1936. posteriormente se convirtió en profesor de anatomía microscópica (1952), profesor de anatomía y jefe del departamento de anatomía (1964) y profesor emérito (1979).
Barr es conocido por su descubrimiento, realizado en 1949 junto con George Ewart Bertram, de los cuerpos nucleares densamente teñidos presentes en las células somáticas de las hembras humanas y otras hembras de mamíferos. Estos se denominan cromatina sexual o corpúsculos de Barr.